# Reiningue
Reiningue (deutsch Reiningen) ist eine französische Gemeinde mit 1.923 Einwohnern (1. Januar 2022) im Département Haut-Rhin in der Region Grand Est (bis 2015 Elsass). Sie gehört zum Arrondissement Mulhouse und zum Kanton Kingersheim.

## Geografie
Die Gemeinde Reiningue liegt zwischen Mülhausen und den Vogesen am Baerenbach, der hier in die Doller mündet, wenige Kilometer vor deren Mündung in die Ill. Große Teile des 18,5 km² umfassenden Gemeindegebietes werden landwirtschaftlich genutzt, im Nordwesten erstreckt sich ein etwa 350 ha großes zusammenhängendes Waldgebiet, das zum Forst Bois de Nonnenbruch gehört.
Nachbargemeinden von Reiningue sind Wittelsheim im Norden, Lutterbach im Osten, Morschwiller-le-Bas im Südosten, Heimsbrunn im Süden sowie Schweighouse-Thann im Westen.

## Geschichte
m Vorwald und Niederholz wurden Grabhügel der Bronze- und Eisenzeit entdeckt. Urkundlich wird Reiningen erstmals 837 erwähnt. Die -ingen-Ortsnamenendung deutet auf eine Entstehung bereits zur Zeit der alemannischen Landnahme hin. 
Heilwig aus dem Geschlecht der Grafen von Egisheim gründete um 1045 das Augustinerpriorat Ölenberg, das 1444 von den Armagnaken, 1474 von den Burgundern, im Bauernkrieg von den Aufständischen heimgesucht und im 16. Jahrhundert aufgegeben wurde.1618 übernahmen die Jesuiten das Kloster. 1674 ging es an die Universität Freiburg, damals ein Jesuitenkolleg. In der Revolution als Nationalgut verkauft, ab 1825 Trappistenkloster. 
Bis 1324 gehörte der Ort zur Grafschaft Pfirt (Herrschaft Altkirch) und kam dann durch die Heirat der Johanna von Pfirt mit Herzog Albrecht II. von Österreich an Habsburg. Im Westfälischen Frieden 1648 ging der Ort mit dem ganzen elsässischen Besitz der Habsburger an die französische Krone. Von 1871 bis zum Ende des Ersten Weltkrieges gehörte Reiningen als Teil des Reichslandes Elsaß-Lothringen zum Deutschen Reich und war dem Kreis Mülhausen im Bezirk Oberelsaß zugeordnet.
Der Ort erlitt im Ersten und Zweiten Weltkrieg erhebliche Schäden. 1914 gerieten 48 Häuser und die Kirche in Brand. Im Zweiten Weltkrieg verlief die Frontlinie zeitweise durch den Ort. Die Befreiung erfolgte am 23. Januar nach erbitterten Kampfhandlungen.

### Bevölkerungsentwicklung
| Jahr      | 1910 | 1962 | 1968 | 1975 | 1982 | 1990 | 1999 | 2007 | 2018 |
| --------- | ---- | ---- | ---- | ---- | ---- | ---- | ---- | ---- | ---- |
| Einwohner | 1350 | 1500 | 1536 | 1759 | 1701 | 1683 | 1630 | 1705 | 1981 |

## Sehenswürdigkeiten
- Zisterzienser-Abtei Notre-Dame d’Oelenberg aus dem 11. Jahrhundert.[2]
- Pfarrkirche Saint-Romain, anstelle eines Vorgängerbaues Ende des 17. Jahrhunderts neu errichtet, rekonstruiert 1923, restauriert 1953[3]
- Kapelle Deckwiller aus dem Jahr 1931, an das im 16. Jahrhundert untergegangene Dorf Deckwiller erinnernd
- Mairie. Besonderes Merkmal des spätklassizistischen Walmdachbaues aus der Louis-Philippe-Zeit (1845) sind die gekuppelten Rundbogenfensterpaare. Die Gebäudemitte wird betont durch Werksteinverwendung, eine doppelläufige Freitreppe, eine Attikabrüstung und dahinter ein Türmchen.
- Wasserturm an der Rue du Schweighouse
- Baggersee (Plan d’eau de Reiningue) mit touristischer Infrastruktur

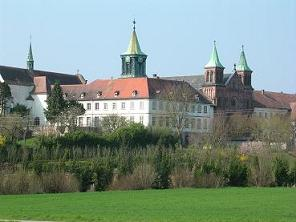
Abtei Oelenberg
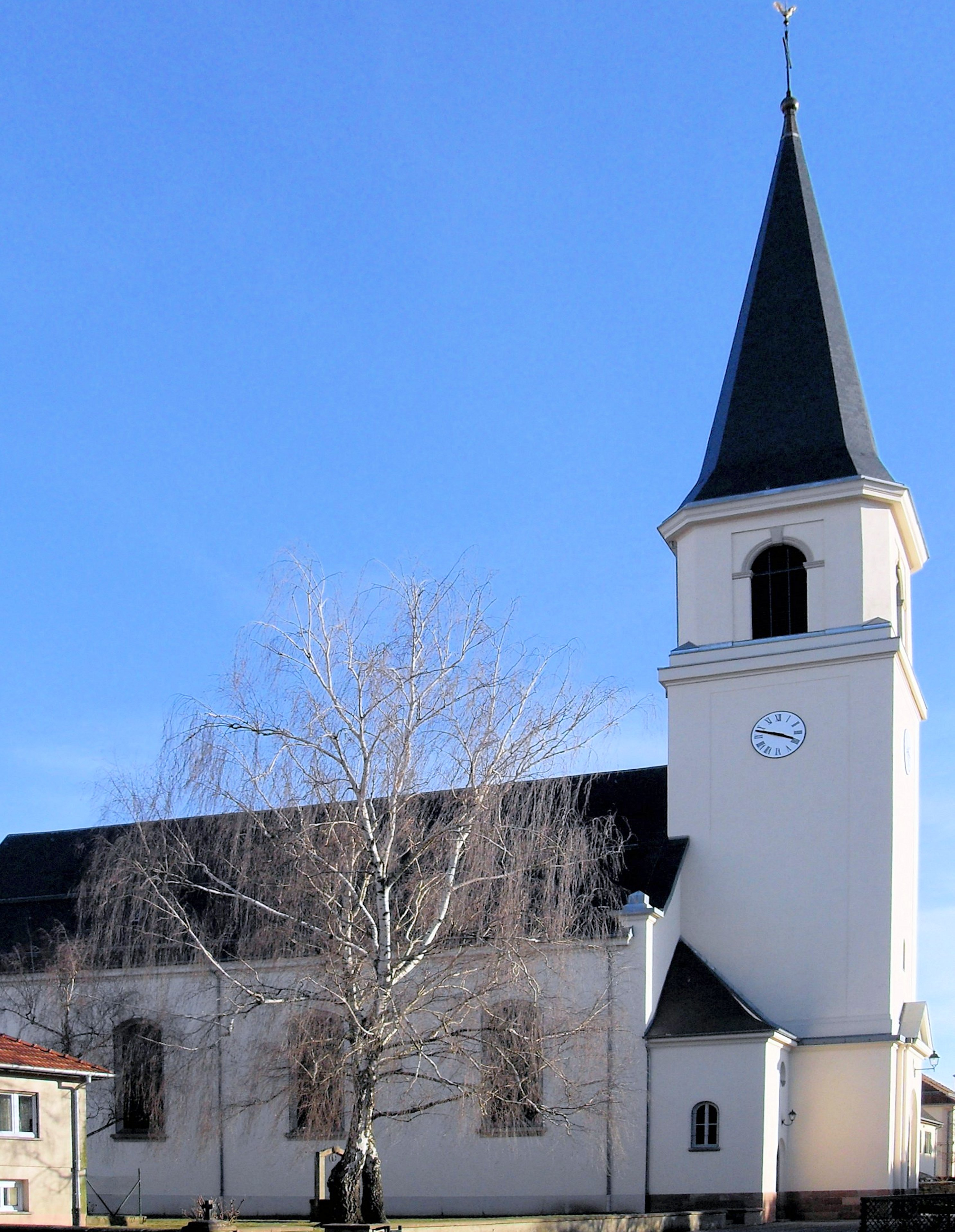
Pfarrkirche Saint-Romain
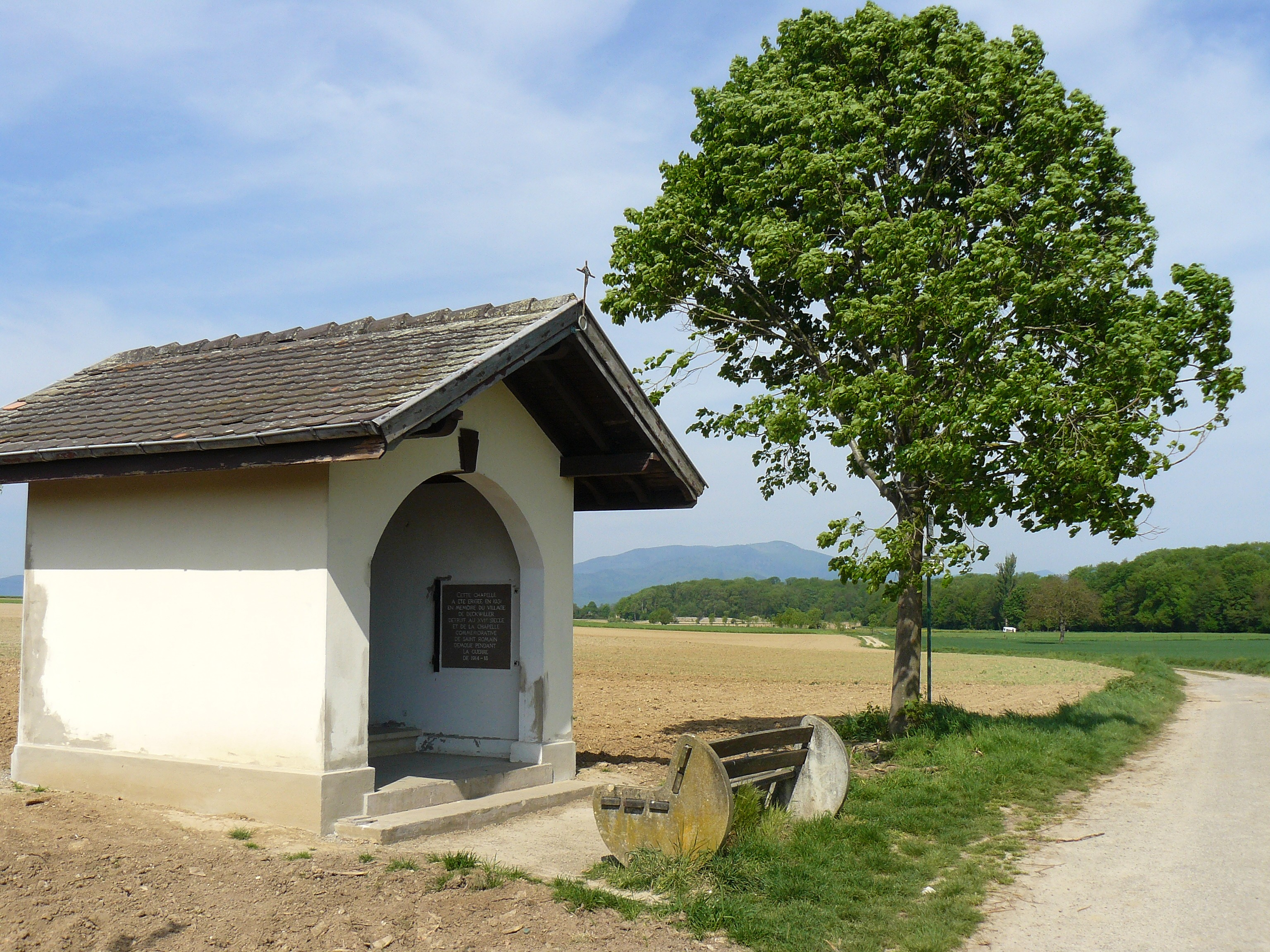
Kapelle Deckwiller
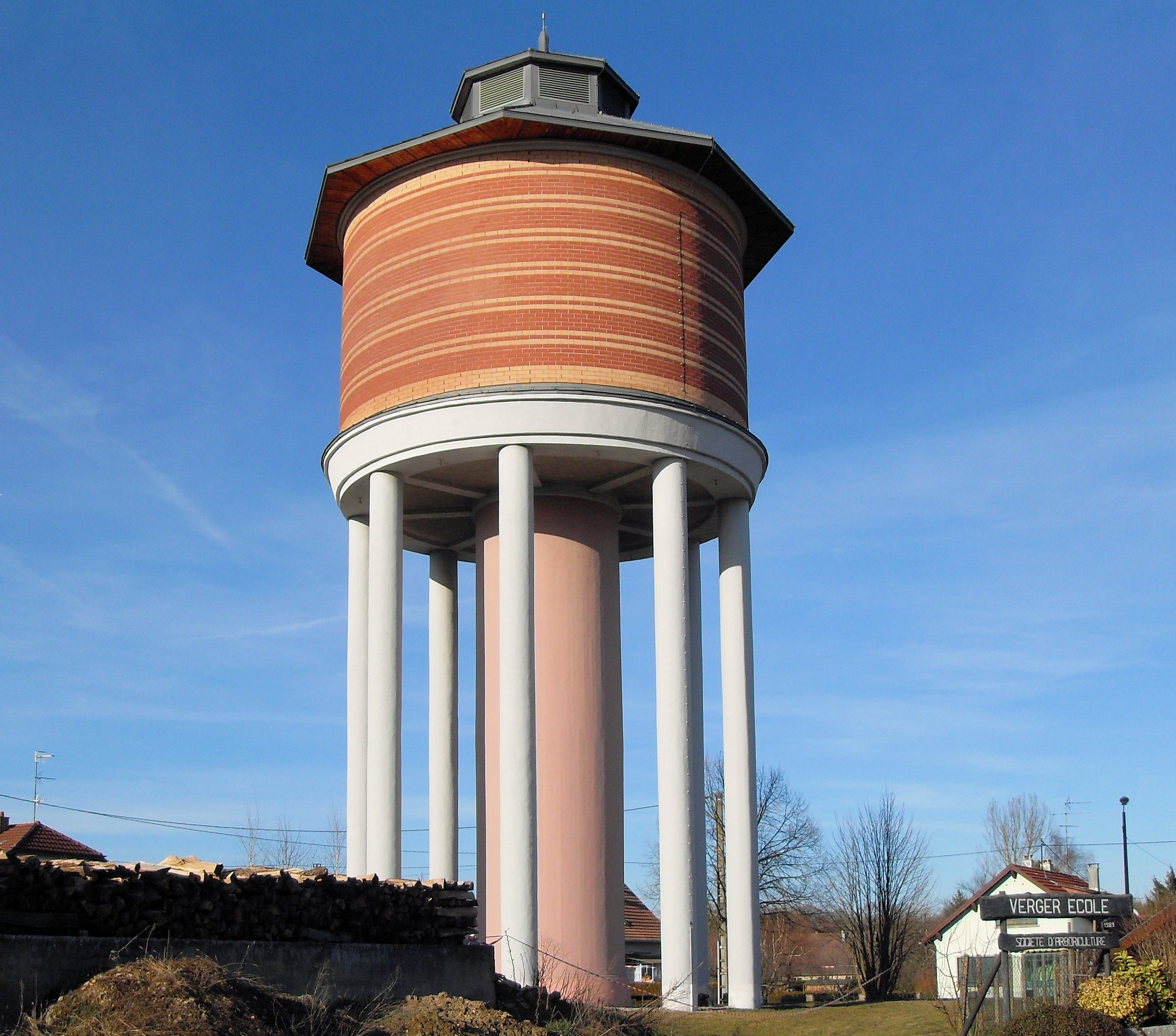
Wasserturm

## Verkehrsanbindung
Durch die Nähe zur Großstadt Mülhausen ist Reiningue gut an die überregionalen Verkehrswege angebunden. So führt die A 36 (La Comtoise) südlich und die Route nationale 66 nordöstlich an Reiningue vorbei.